# Nikole Schrepfer
Pour les articles homonymes, voir Schrepfer.
Nikole Schrepfer, née le 27 novembre 1964, est une nageuse suisse.

## Biographie
Avec Stéfan Voléry et Carole Brook, elle constitue la délégation Suisse aux épreuves de natation des jeux olympiques d'été de 1980 à Moscou. Elle participe à deux épreuves, le 400 mètres nage libre le 22 juillet 1980 et le 800 mètres nage libre quatre jours plus tard.

## Palmarès
- Août 1978 : championnats suisses de natation à Frauenfeld : 4e place du 800 mètres nage libre avec un temps de 9 min 47 s 83 et 6e place du 200 mètres nage libre avec un temps de 2 min 16 s 14[7].
- Record de suisse du 800 mètres nage libre avec un temps de 9 min 08 s 49 lors de la Coupe d'Europe du groupe C à Turku en août 1979. C'est à cette occasion qu'elle se qualifie pour les Jeux Olympiques de Moscou[8].
- Juillet 1981 à Chiasso, Nikole Schrepfer remporte le 400 et le 800 mètres nage libre du match des 8 nations, termine 2e du 4x100 mètres nage libre avec l'équipe de Suisse et 8e du 800 mètres 4 nages[9].
- Championnats de Suisse 1981 à Vevey, du 21 au 23 août 1981 - Piscine de Vevey-Corseaux-Plage[10]
  - Victoire sur 200 mètres nage libre
  - Victoire sur 400 mètres libre
  - Victoire sur 800 mètres nage libre
  - Deuxième sur 400 mètres 4 nages
  - Troisième sur 100 mètres nage libre
- Record de Suisse du 200 mètres nage libre avec un temps de 2 min 05 s 81 en août 1982 lors des championnats du monde de Guayaquil[11].